# Ennetbergse Voogdijen

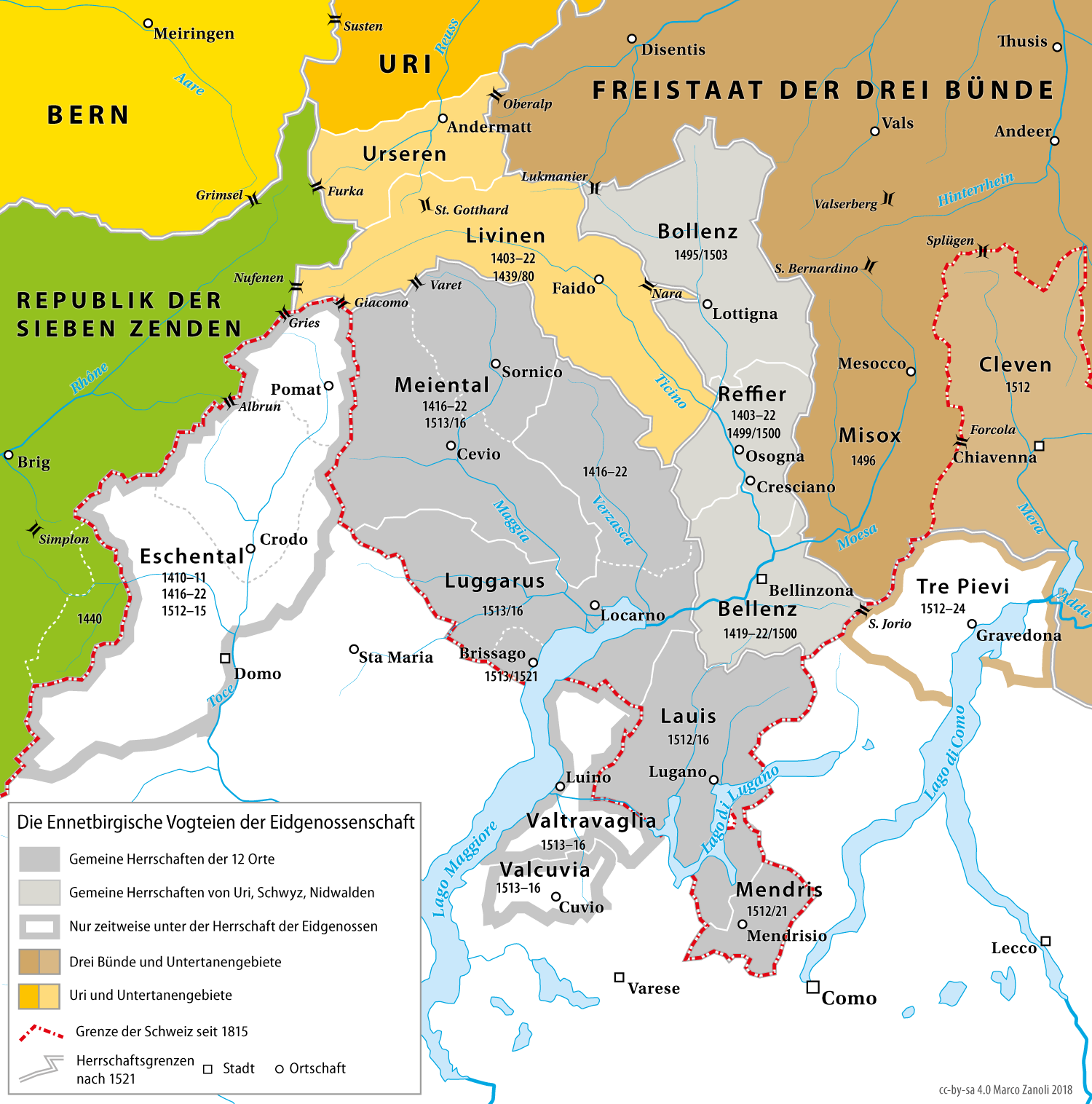
Kaart van de Ennetbergse voogdijen in het Oude Eedgenootschap

De Ennetbergse voogdijen of de Welse voogdijen of Italiaanse voogdijen waren een aantal condominia (voogdij of landvoogdij) van het kanton Ticino in Zwitserland tijdens het Oude Eedgenootschap. Omdat deze gebieden aan de andere zijde van de Gotthardpas lagen werden ze ook wel "de bezittingen over de bergen" genoemd.
De voogdijen Vallemaggia, Locarno, Lugano en Mendrisio werden gezamenlijk bestuurd door alle kantons van het Oude Eedgenootschap, met uitzondering van Appenzell.
De voogdijen Bellinzona, Blenio, en La Riviera werden bestuurd door de kantons Uri, Schwyz en Nidwalden terwijl de voogdij Leventina alleen door het kanton Uri bestuurd werd.
De voogdijen kwamen tussen 1403 en 1512 aan het Oude Eedgenootschap. Ze werden bij de uitroeping in 1798 van de Helvetische Republiek omgezet in de kantons Bellinzona en Lugano die bij de Mediationsakte van 1803 het kanton Ticino vormden.
De heerlijkheden Eschental en Luino waren net zoals de Talschaften Val Cuvia en Val Travaglia slechts voor korte tijd onderdeel van het Oude Eedgenootschap. In de jaren 1512-1516 wisselden de dalen vaak van eigenaar. In 1515 kwamen Eschental, Mendrisio en Balerna in Franse handen. Omdat de dalen bij de Eeuwige Vrede van 1516 niet vermeld werden, bleven het Eedgenootschap en het Hertogdom Milaan strijden over de eigendom. In 1521 verkreeg het Eedgenootschap het bestuur over Brissago en in 1526 over Mendrisio en Balerna. Keizer Karel V ruilde de laatste twee tegen Luino, Cuvio en Travagia.
Duitse namen en wapens van de voogdijen (tot 1798)
- Bellenz (Bellinzona)
- Bollenz (Blenio)
- Lauis (Lugano)
- Livinen (Leventina)
- Luggarus (Locarno)
- Maiental (Vallemaggia)
- Mendris (Mendrisio)
- Reffier (La Riviera)